# Heliophanus extinctus
Heliophanus extinctus este o specie de păianjeni din genul Heliophanus, familia Salticidae, descrisă de Berland, 1939. Conform Catalogue of Life specia Heliophanus extinctus nu are subspecii cunoscute.